# Natale Mondo
Natale Mondo (Palermo, 21 ottobre 1952 – Palermo, 14 gennaio 1988) è stato un poliziotto italiano, vittima della mafia.

## Biografia
Natale Mondo è stato un agente della Polizia di Stato. Fu ucciso dalla mafia nel 1988, a Palermo, all'ingresso del negozio della moglie. Al momento del suo assassinio si trovava in forza da pochi mesi presso la questura di Trapani. Due giorni prima era stato assassinato in un agguato anche l'ex sindaco di Palermo Giuseppe Insalaco.
Mondo si era arruolato in Polizia nel 1972, prestando servizio presso il reparto autonomo del Ministero dell'interno e la questura di Roma, Siracusa e Trapani, dove conobbe Ninni Cassarà, che ne auspicò il trasferimento alla squadra mobile di Palermo, da lui diretta. Da allora fu per anni autista e braccio destro di Cassarà, partecipando a molte operazioni. Sfuggì miracolosamente all'attentato del 6 agosto 1985, costato la vita allo stesso Cassarà e all'agente di scorta Roberto Antiochia, ma venne arrestato e incarcerato nel carcere militare di Santa Maria Capua Vetere per l'uccisione del giovane Salvatore Marino, brutalmente seviziato durante un interrogatorio in questura perché sospettato di aver partecipato all'omicidio del commissario Beppe Montana.
Nello stesso periodo, Mondo venne anche indagato per associazione mafiosa e traffico di stupefacenti poiché risultato in contatto con una banda di narcotrafficanti legati al clan Fidanzati dell'Arenella che operava in diverse regioni italiane, accuse che lo resero sospettato di avere fornito alla mafia le informazioni sugli spostamenti del vicequestore Cassarà. Mondo fu scagionato in seguito all'intervento della vedova Cassarà e di altri colleghi, che testimoniarono che egli si era infiltrato nelle cosche mafiose del quartiere Arenella, ove era nato e risiedeva, dietro ordine dello stesso Cassarà. Ciò, di fatto, lo espose alla vendetta della mafia, che lo uccise proprio davanti al negozio di giocattoli della moglie, Il mondo dei balocchi, sito nella stessa borgata, crivellandolo di colpi. La corte di cassazione sentenzierà poi che a uccidere Mondo furono Salvino Madonia e Agostino Marino Mannoia, condannandoli all'ergastolo. Sia Mannoia sia un terzo killer (la cui identità non è stata accertata) scomparvero anch'essi, probabilmente uccisi col metodo della lupara bianca. Movente e mandanti dell'omicidio rimangono tuttora insoluti.
L'uccisione di Mondo scatenò numerose polemiche, che determinarono le dimissioni dell'allora capo della Squadra mobile di Palermo Antonino Nicchi e l'incriminazione del commissario Saverio Montalbano, processato e poi prosciolto definitivamente dall'accusa di non aver impedito che due agenti continuassero a frequentare il negozio di Mondo per appostamenti, dando così modo alla mafia di scoprire il doppio gioco del poliziotto.

## Onorificenze
Gli fu conferita, postuma, per merito assoluto, la qualifica di assistente capo e la medaglia d'oro al valor civile.